# Барисас, Артурас
Арту́рас Бари́сас «Ба́рас» (лит. Artūras Barysas „Baras“; род. 10 мая 1954 — ум. 28 января 2005) — деятель литовской контр-культуры, культовая фигура литовского авангарда, режиссер, актёр, музыкант, библиофил.

## Биография
Рос в Паневежисе у бабки, после четвертого класса школы переехал к матери в Вильнюс, где окончил
школу №22 на Антоколе. Уже в школе начал носить очки от сильной близорукости. В восьмом классе поступил в кино-кружок при Доме юного техника и начал снимать фильмы. После школы безуспешно пытался поступить во ВГИК. Поступил на библиотечный факультет Вильнюсского университета, но почти сразу бросил.
В советское время жил на пенсию по инвалидности зрения и перепродажей редких пластинок:27-28 и книг. В поздние годы лечился от алкоголизма.:83-85, :90-91 Скончался во сне.:31 Похоронен в Шилайчай под Паневежисом.

## Кинотворчество
Начал снимать кинофильмы в 16 лет вместе с одноклассниками Донатасом Буклюсом и Сигитасом Шимкусом. Первый же их фильм «Алхимия» получил премию на московском фестивале кинолюбителей (единственный экземпляр фильма был утрачен, однако, по свидетельствам, использовался как учебное пособие на московской киностудии «Юность» под названием «Дырка»):127
Инвалидность по близорукости обеспечила Барисасу пенсию, на которую он мог жить, не работая, и освобождение от армии, сделавшее не обязательным для него высшее образование. Те же проблемы со зрением не дали ему поступить на оператора или режиссёра. Таким образом Барисас мог сосредоточиться на творчестве. После школы, в 1975 году он устроился на работу в Союз кинолюбителей Литвы, где занимался организацией фестивалей в Литве, представлял литовские любительские фильмы на фестивалях в других союзных республиках.:134
Членство в официальной организации кинематографистов-любителей давало возможность бесплатно пользоваться киноаппаратурой. Все фильмы Барисаса снимались как любительские, то есть не поступавшие в прокат. Это, вместе с тем, давало цензурные послабления и позволяло снимать на темы, табуированные в профессиональном советском кино. Например, в фильмах «Римас, Ромас, Рената», «Разыскивается» показано обнаженное женское тело (натурные съемки производились прямо посреди Вильнюса, в сквере Цвирки),:69,:85 мужчины, переодетые в женскую одежду, субкультура хиппи. Главной темой фильма «Её любовь» становится роман молодого героя с пожилой женщиной. В то же время принадлежность к союзу кинолюбителей позволяла регулярно показывать свои фильмы на фестивалях, как в Литве, так и в других советских республиках и за рубежом. Во всех своих фильмах, начиная с самых ранних, Барисас-Барас ставил логотип своей студии Art-Film.
Барисас-Барас снимал на 16-мм пленку, большая часть его фильмов черно-белые, немые (часто с субтитрами, нарисованными от руки), позднее к фильмам добавлялась музыкальная звуковая дорожка. В фильме «Очевидное невероятное» роль звуковой дорожки исполняет трансляция радио-спектакля, в котором участвует тот же актер, который исполняет главную роль в самом фильме (сюжет радиоспектакля при этом никак не связан с сюжетом фильма).
В большинстве фильмов Барас был и автором сценария, и режиссером, и одним из актеров. Работу оператора всегда брали на себя другие — из-за слабости зрения Барисаса.:44, :130
Все его соавторы (Донатас Буклис, Сигитас Шимкус, Альбинас Славинскас, Витаутас Янкявичус, Доминикас Вяличка, Гинтарас Зинкявичус, Альгирдас Прочкис, Светлана Бразене) поздне сделали карьеру в профессиональном кино, в фотографии и на телевидении. Двое из его соавторов продолжили заниматься любительским кино: Альгирдас Куликаускас — в Шяуляй, Йонас Чаргялис в Паневежисе.:113
В советский период почти каждый фильм Барисаса получал дипломы ежегодных республиканских и всесоюзных фестивалей любительского кино. В постсоветский период его фильмы широко демонстрируются на фестивалях некоммерческого кино: в Градце-Кралове (1994, Unica), Осло (2003, Euro-filmforum Scandinavia), Берлине (2004, Eines Fenster zun Osten), у Блуденце (2004, Urkunde), также получая призы и дипломы. В 2002 ретроспектива фильмов Барисаса-Бараса прошла с участием автора в арт-пространстве Horse Hospital.
Говоря о стиле фильмов Бараса, кинокритики отмечают близость его приемов и вкусов к итальянскому неореализму и чешской новой волне.:111-112 Фильмы часто сняты в живом окружении, прямо на улицах и в кафе («Очевидное — невероятное», «Разыскивается»), актеры импровизируют.
Вместе с тем, фильмы Бараса имеют и этнографическое значение, документально фиксируя бытовую жизнь Вильнюса 1970-х годов («Очевидное-невероятное», «Это сладкое слово», «Ч. и Б.», «Разыскивается»), запечатлев и непарадный облик города и ключевые для неофициальной культуры локации: места тусовок, популярные у андеграунда бары.:81, :52
Едва ли мы отыщем в профессиональном литовском кино ленты, столь подлинно и понятно запечатлевшие ту эпоху. Барас задокументировал молодежь — какими мы были, чем занимались, чем дышали, как общались и даже — как одевались. Его картины подлинная документалистика, кино-этнография без цензуры, без грима и без реквизита. [...] В его фильмах не играли профессионалы, нет заданных режиссером поз, фальшивой игры и искусственных диалогов. В его фильмах люди такие, какие они есть. И такой же была жизнь самого Артураса.:36
С концом советского периода Барисас-Барас отошел от кинотворчества:
С возвращением независимости кривая творчества кинолюбителей ринулась вниз. По двум основным причинам. Во-первых, из-за того, что почти все авторы перешли на видео-аппаратуру. Во-вторых — этот запах свободы. Всё дозволено. Запретных плодов больше нет. И авторы растерялись. Чем больше свободы, тем хуже. Идеи увяли. Всё дозволено — сам не знаю, чего хочу. Это можно сравнить с положением авторов немого кино, когда вдруг возникло звуковое.

## Акционизм
Бытовое поведение Барисаса в советский период часто носило характер микроманифестаций, направленных на то, чтобы сломить штампы бытового поведения. Так в кафетерии, где к сосискам подавалась бесплатная горчица, он мог набрать полную тарелку горчицы и демонстративно съесть ее на глазах публики.:46
Отказываясь от бытовых автоматизмов, Барас принципиально не пользовался в речи, в отличие от большинства, русским матом, заменяя его произвольными литовскими словосочетаниями (например, невинной фольклорной формулой žalia rūta).:39 К подобной же деавтоматизации поведения относились курение сигарет через нос, питьё масла вместо алкоголя.:88-89
Достигая бытовой свободы за счет театрализации быта, Барас мог прогуливаться по городу в пижаме, изображать попытки утопиться в Вилейке.
Среди спонтанных или повторявшихся акций вспоминают: коллективное распитие водки из горла перед кинотеатром «Lietuva», хоровой рёв перед памятником Ленину, публичные богохульства в музее атеизма.:21
Перформансы могли быть публичными, как, например, игра в шахматы с Богом, во время которой двое статистов несли шахматную доску по улице, в то время, как шедший за ней Барас переставлял фигуры, время от времени грозя небу пальцем. Также акции могли быть адресованы и узкому кругу участников, как в перформансе с перевозкой подушек в чемодане на последнем троллейбусе до последней остановки.
Сами съемки фильмов, обычно проходившие на улице, в публичных и людных местах превращались в яркие перформансы, в которых статус актера легитимизировал вызывающее поведение («Интеллектуальный полдник», «Разыскивается», «Это сладкое слово», «Анекдот про метр», «Автоавария»).
Впоследствии стиль и дух такого поведения были перенесены на музыкальную сцену коллектива «I.V.T.K.Y.G.Y.G.».

## Музыкальная карьера (1987—2005)
В постсоветское время Барисас-Барас быстро получил вселитовскую популярность как основатель, автор текстов и вокалист пост-панк-группы «I.V.T.K.Y.G.Y.G.» (что расшифровывается как «Ir Visa Tai Kas Yra Gražu Yra Gražu», то есть «И всё то, что прекрасно, суть прекрасно»). Группа была основана в 1987 Барисасом-Барасом и А. Шлипавичюсом-Шлипом, много концертировала, в том числе и на Западе, и получила гораздо более широкую известность, чем кинотворчество Бараса, доступное на показах ограниченному кругу.
В 2000 году, работая над клипами для своей группы, Барас на короткое время снова вернулся к кинематографу, сняв фильм «Осознание». Во время концертов в Лондоне он за 6 часов снял свою последнюю киноработу «Вижу сны и существую».

## Фильмография
- 2003: Вижу сны и существую (Sapnuoju ir esu)
- 2000: Осознание (Suvokimas; соавторы Артурас и Римас Шлипавичюсы, Андрюс Радзюкинас; 15 мин.)
- 1984: Мужчины (Vyrai; соавтор А. Прочкис; утрачен)[16]
- 1984: Автоавария (Autoavarija; соавтор А. Прочкис; утрачен)
- 1983: Черты к портрету актёра (Štrichai aktoriaus portretui; соавторы А. Прочкис, В. Блажис; 5 мин.)
- 1982: Очевидное — невероятное (Akivaizdu, bet neįtikėtina; соавтор А. Прочкис; 6 мин.)
- 1982: Вдвоём в лесу (Dviese miške; соавторы Г. Зинкявичюс, Э. Лапинскас; 7 мин.)
- 1981: Интеллектуальный полдник (Intelektuali popietė; соавтор А. Прочкис; 3 мин.)
- 1982: О тех двоих оттуда (Apie tuos du iš ten; соавторы Ж. Елинскас, А. Прочкис; 13 мин.)
- 1981: Эссе (Esė; соавтор Й. Стрянге; 5 мин.)
- 1981: Смысл (Prasmė; соавторы Й. Чаргялис, А. Прочкис; 4 мин.)
- 1981: Аплодисменты длятся миг (Aplodismentai trunka akimirką; соавтор А. Прочкис; 8 мин.)
- 1980: Разыскивается (Jo ieško; соавторы А. Славинскас, Й. Чаргялис, А. Прочкис, А. Вайткус, А. Куликаускас, Г. Зинкявичюс; 38 мин.)
- 1980: Мы (Mes; соавторы А. Прочкис, А. Славинскас, Э. Лапинскас; 8 мин.)
- 1979: Dokumentalnij film (соавтор Й. Чаргялис; 3 мин.)
- 1979: Лучше рая, хуже ада (Geriau už rojų, blogiau už pragarą; соавторы А. Славинскас, Й. Чаргялис; 3 мин.)
- 1979: Её любовь (Jos meilė; соавторы А. Славинскас, Й. Чаргялис, А. Речюнас; 25 мин.)
- 1979: День из столетия (Diena iš šimtmečių; соавтор А. Речюнас; 10 мин.; утрачен)
- 1978: Снег (Sniegas; соавторы А. Вайткус, Й. Чаргялис, А. Славинскас; 3 мин.)
- 1978: Анекдот про метр (Anekdotas apie metrą; соавтор А. Вайткус; 2 мин.)
- 1978: Говорить только правду (Sakyti tik tiesą; соавтор Д. Буклис; 3 мин.)
- 1978: Б и Ч (B ir Č; соавтор Й. Чаргялис; 12 мин.)
- 1978: В пятнадцатый раз (Penkioliktą kartą; утрачен)
- 1977: Это сладкое слово… (Tas saldus žodis; соавтор Д. Величка; 1 мин.)
- 1977: Римас, Рената, Ромас (Rimas, Renata, Romas; соавторы А. Вайткус; 4 мин.)
- 1975: Пусть те, кто не знают, спросят остальных (Tie, kurie nežinote, paklauskite kitų; соавторы С. Мацконис, Й. Чаргялис, А. Славинскас; 5 мин.)
- 1975: Побудьте на нашем косогоре (Pasibūkit mūsų kloniuos; утрачен)
- 1974: Голосую за любовь (Balsuoju už meilę; соавтор Й. Чаргялис; 5 мин.)
- 1974: Тощая (Laina; соавтор Й. Чаргялис; 6 мин.)
- 1974: Зеленый луг (Žalias laukas; соавтор Й. Чаргялис; 1 мин.)
- 1972: Дважды два (Du kart du; соавторы Д. Буклис, Р. Викшрайтис; 4 мин.)
- 1973: Жертвы моды (Madų aukos; соавтор Д. Буклис; 6 мин.)
- 1972: Золотая рыбка (Auksinė žiuvelė; утрачен)
- 1972: Citius, altius, fortius (утрачен)
- 1972: Земля — планета людей (Žemė — žmonių planeta; утрачен)
- 1971: Соль и яблоки (Druska ir obuolai; соавторы Донатас Буклис, Сигитас Шимкус; 3 мин.)
- 1971: Падение (Kritimas соавторы Донатас Буклис, Сигитас Шимкус; 3 мин.)
- 1971: Вляпался (Kliudžiau; утрачен)
- 1970: Жить (Gyventi; соавторы Донатас Буклис, Сигитас Шимкус; утрачен)
- 1970: Алхимия (Alchemija; соавторы Донатас Буклис, Сигитас Шимкус; 3 мин.)

## Документальные фильмы, посвященные Барасу
- 2002: Чем пахнет свобода (Kuo kvepia laisvė, реж. Гиедре Жицките[лит.])
- 2003: Дети цветов (Gėlių vaikai, реж. Альгимантас Мацейна)
- 2006: Сараб (Sarab, реж. Дайнюс Мажулис)
- 2008: Цветные крылья Бараса (Spalvoti Baro sparnai, реж. Римас Маркунас)
- 2009: Барас (Baras, реж. Гиедре Жицките)

## Анимационные фильмы, посвященные Барасу
- Арабарас (Arabaras, 2004, аниматоры: Сандра Янушевичюте, Дайва Минкевичюте)